# سعدان تيتي هيرشكوفيتز
سعدان تيتي هيرشكوفيتز (الأسم العلمي: Plecturocebus dubius) هو نوع من قرود التيتي قرود العالم الجديد في أمريكا الجنوبية. وجدت في بوليفيا والبرازيل وبيرو. الاسم الشائع هو في إشارة إلى عالم الحيوان الأمريكي فيليب هيرشكوفيتز، الذي وصف هذه النوع بأنها Callicebus dubius في عام 1988.